# Tampó fosfat salí

Imatges de microscopi de polarització de cristalls de tampó fosfat salí (PBS).

El  tampó fosfat salí (també conegut per les seves sigles en anglès, PBS, acrònim de phosphate buffered saline) és una solució tampó generalment utilitzada en recerca biològica. Es tracta d'una solució aquosa salina que conté fosfat d'hidrogen del sodi, clorur de sodi i, dins algunes formulacions, clorur de potassi i fosfat de monopotassi. L'osmolaritat i concentracions d'ions (Cl-, Na+ i K+) de les solucions corresponen a les del líquid extracel·lular cos humà i les de molts mamífers (isotònic).

## Aplicacions
El PBS té molts usos perquè és isotònic i no és tòxic per a la majoria de cèl·lules. D'entre aquests usos s'inclouen la dilució de substàncies utilitzades per al cultiu cel·lular i per a escurar els recipients contenidors de cèl·lules. El PBS amb EDTA també s'empra per a desfer aglomeracions de cèl·lules. Alguns metalls divalents com zinc, tanmateix, no poden ser afegits, ja que això comportarà precipitació. Per aquests tipus d'aplicacions es recomanen els agents amortidors de Good.

## Preparació
Hi ha moltes maneres diferents de preparar PBS. Algunes formulacions no contenen potassi, mentre altres contenen calci o magnesi.
| Sal     | Concentració (mmol/L) | Concentració (g/L) |
| ------- | --------------------- | ------------------ |
| NaCl    | 137                   | 8.0                |
| KCl     | 2.7                   | 0.2                |
| Na2HPO4 | 10                    | 1.42               |
| KH2PO4  | 1.8                   | 0.24               |

Es comença amb 800 ml d'aigua destil·lada per a dissoldre totes les sals. S'ajusta el pH a 7.4 amb HCl. S'afegeix aigua destil·lada a un volum total d'1 litre. El PBS 1x resultant hauria de tenir una concentració final de 10 mM PO43−, 137 mM NaCl, i 2.7 mM KCl.
| Reactiu  | MW        | Massa (g) 10X | [M] 10X | Massa (g) 5X | [M] 5X | Massa (g) 1X | [M] 1X |
| -------- | --------- | ------------- | ------- | ------------ | ------ | ------------ | ------ |
| Na2HPO4  | 141.95897 | 14.1960       | 0.1000  | 7.0980       | 0.0500 | 1.41960      | 0.0100 |
| KH2PO4   | 136.08569 | 2.4496        | 0.0180  | 1.2248       | 0.0090 | 0.24496      | 0.0018 |
| NaCl     | 58.44300  | 80.0669       | 1.3700  | 40.0335      | 0.6850 | 8.00669      | 0.1370 |
| KCl      | 74.55150  | 2.0129        | 0.0270  | 1.0064       | 0.0135 | 0.20129      | 0.0027 |
| PH = 7.4 |           |               |         |              |        |              |        |

La manera més senzilla de preparar una solució de PBS és fent servir pastilles o tauletes de tampó PBS. Són formulats per donar una solució de PBS llesta per a fer servir en una quantitat especificada d'aigua destil·lada. Es troben disponibles en els volums estàndards: 100, 200, 500 i 1000 ml, i 10, 25, 50 i 100 L.
Si s'empra per a cultius cel·lulars, la solució pot ser dispensada a alíquotes, però no s'ha d'esterilitzar per autoclau, sinó per filtració. L'esterilització no és indispensable depenent del seu ús. El PBS pot ser emmagatzemat a temperatura ambient o a la nevera. Tanmateix, les solucions concentrades poden precipitar quan es refreden i haurien de ser mantingudes a temperatura ambient fins que el precipitat s'hagi dissolt completament abans que no es faci servir.